# Reinhard Runge
Reinhard Runge (* 15. September 1948 in Berlin) ist ein ehemaliger deutscher Radsportler.
Runge wurde 1985 DDR-Meister im Querfeldeinrennen. Er startete für die BSG Chemie Erkner. Später war Runge für den RV Berlin 1888 als Senior in verschiedenen Altersklassen weiterhin aktiv.